# Іл-62
Іл-62 (за кодифікацією НАТО: Classic   «класичний») — перший радянський турбореактивний далекомагістральний пасажирський літак міжконтинентальної дальності, розроблений в ОКБ імені Іллюшина в 1960 році з урахуванням світових вимог до повітряних суден такого класу для заміни літаків Ту-114 та Іл-18. Єдиний багатосерійний літак у своєму класі. За рівнем технічної досконалості відповідає турбореактивним пасажирським літакам другого покоління. Флагман цивільної авіації СРСР.
Літак повністю відповідав світовому техніко-економічному рівню. За створення цього літака групі інженерів-конструкторів ОКБ було присуджено Ленінську премію.
Перший політ здійснив 2 січня 1963 року. Вже до кінця 1967 року — року надходження в експлуатацію частина Іл-62 почала використовуватися в ленінградському аеропорту "Шосейна" (з 1973 року — "Пулково"), і разом з Ту-134, що з'явився тоді ж, витіснив більшу частину турбогвинтових літаків.
Вироблявся серійно у 1966—1995 роках. Усього було випущено 289 літаків (із прототипами). Третина всіх випущених машин постачалася на експорт до соціалістичних країн, насамперед на Кубу.
На літаку Іл-62 було встановлено кілька світових рекордів швидкості та дальності польоту. Протягом кількох десятиліть Іл-62 служив як урядовий («борт № 1») - в СРСР, Україні, Білорусі, Російській Федерації та Північній Кореї.
Сьогодні[коли?] у комерційній авіації не залишилося літаків цього типу. Машини використовують ВПС РФ, КНДР і одна літає під прапором карликової білоруської авіакомпанії Rada Airlines, що займається вантажними перевезеннями.
Іл-62 — перший у світі багатосерійний літак свого роду. 1975 року Іл-62 здійснив перший у світі трансполярний рейс реактивного літака.

## Історія створення
Першим міжконтинентальним пасажирським літаком у СРСР став турбогвинтовий Ту-114. Однак на рубежі кінця 1950-х - початку 1960-х років у світі почала стрімко розвиватися реактивна пасажирська авіація. У прагненні дотримуватися новітніх технічних досягнень у СРСР почало опрацьовуватися питання про створення міжконтинентального пасажирського лайнера з турбореактивними двигунами. Завантажений одразу кількома проєктами пасажирських літаків, О. М. Туполєв відмовився від подібного проєкту, і тоді за втілення взявся інший радянський конструктор пасажирських літаків Сергій Володимирович Іллюшин.
Іл-62 став останнім літаком, збудованим під керівництвом С. В. Іллюшина. Наприкінці 1960-х років Іллюшин за станом здоров'я пішов на пенсію, і ОКБ очолив Г. В. Новожилов, ⁣ який закінчував проєктні роботи та випробування літака Іл-62.
Розробку Іл-62 було розпочато на початку 1960-х років, коли Аерофлотом були вироблені вимоги до далекомагістрального літака, здатного здійснити безпосадковий переліт з Москви до Хабаровська та Гавани. Ці вимоги поставили завдання забезпечення найбільшої безпеки польотів, максимального комфорту для пасажирів та високої економічної ефективності. У літаку мала бути спеціальна техніка, яка забезпечувала б безпечне рішення при відмові двигуна, а також у зонах підвищеної турбулентності. За безпекою, надійністю, економічністю та дальністю польоту він повинен був переважати літаки Boeing 707 та DC-8.
Під час створення літака СРСР ще не перебував у Міжнародній організації цивільної авіації (ІКАО). Однак було прийнято рішення виконати на літаку основні вимоги ІКАО щодо безпеки польотів.
Перший дослідний прототип Іл-62 СРСР-06156 з двигунами АЛ-7 тягою по 7500 кгс вперше піднявся в небо 2 січня 1963 під командуванням В. К. Коккінакі. На другому прототипі СРСР-06153 у 1964 році встановили нові двигуни НК-8 (9500 кгс), а пізніше модифіковані НК-8-4. Випробування тривали 4 роки та в середині 1967 літак надійшов в експлуатацію.
З 1969 року в ОКБ імені Іллюшина розпочали розробку модифікованого варіанту Іл-62М. Новий варіант під позначенням Іл-62М-200 відрізняється (від вихідного Іл-62) посиленою конструкцією планера, двощілинними закрилками (замість однощілинних), збільшеним діапазоном кутів перестановки стабілізатора та автоматизацією його керування, покращеною конфігурацією носків керма висоти, включенням інтерцепторів у проводку крену, новими центральними вузлами штурвального управління, удосконаленою системою управління, потужнішими та економічнішими ТРДД Д-30КУ, покращеною аеродинамікою гондол двигунів, розміщенням у кілі додаткового паливного бака місткістю 5000 літрів, новим турбоагрегатом ТА-6А, суттєво вдосконаленим навігаційним обладнанням. В результаті злітна маса літака Іл-62М-200 зросла з 160,5 тонни в Іл-62 до 164,7 тонни — на 4200 кг.
Льотні випробування літака Іл-62М були проведені в 1970-1972 роках. У січні 1973 року він надійшов до експлуатації. Літаки Іл-62М використовувалися на найбільш протяжних маршрутах. У 1975 році на ньому було виконано переліт з Москви до Сіетлу (США) через Північний Полюс.
З червня 1974 року до серпня 1978 року ОКБ розробляло проєкт літака Іл-62МК, що відрізнявся збільшеною до 196 пасажирів місткістю і розрахованого на зліт зі смуги завдовжки 2300—2600 м. Для цього було змінено конструкцію шасі: збільшено колію, знижено тиск у шинах гальма, на крилі передбачено повітряне гальмо. Оскільки літак передбачалося експлуатувати на лініях середньої протяжності, фюзеляж посилено, щоб витримувати більше зльотів і посадок. Однак цей проєкт не було реалізовано. У липні 1978 року передано в експлуатацію перший Іл-62М (б/г СРСР-86484) з посиленим крилом та збільшеною до 167 тонн злітною масою. Посилення крила також збільшило ресурс літака.

## Характеристики літака
| Варіанти:                         | Іл-62                   | Іл-62М                  |
| --------------------------------- | ----------------------- | ----------------------- |
| Розмах крил, м                    | 43,2                    | 43,2                    |
| Площа крил, м²                    | 279,55                  | 279,55                  |
| Довжина літака найбільша, м       | 53,12                   | 53,12                   |
| Довжина фюзеляжу, м               | 49,00                   | 49,00                   |
| Висота стояночна, м               | 12,35                   | 12,35                   |
| Кут стріловидності крила, град.   | 32,5° (лінія 25 % хорд) | 32,5° (лінія 25 % хорд) |
| Максимальна дальність польоту, км | 10 000                  | 11 050                  |
| Максимальна злітна вага, т        | 161,6                   | 165/167                 |
| База шасі, м                      | 24,48                   | 24,48                   |
| Колія шасі, м                     | 6,8                     | 6,8                     |
| Крейсерська швидкість             | 850 км/год              | 850 км/год              |
| Максимальна швидкість             | 870 км/год              | 870 км/год              |
| Число пасажирів                   | 186                     | 186                     |

## Конструктивні та експлуатаційні особливості літака Іл-62
Крейсерська швидкість Іл-62 трохи менше, ніж в інших пасажирських лайнерів і становить М = 0,77-0,79 (проти типової М = 0,82-0,83). У XXI столітті при польотах на схід Іл-62 літають найбільш незавантаженою північною трасою (з п'яти наявних) через Норильськ, щоб Іл-62 не заважав більш швидкісним машинам.
Допускається рух літака «заднім ходом» з використанням реверсу двигунів (на незначні відстані та з наземним супровідним).
Обмеження злітного режиму двигунів за максимальною температурою газів за температури зовнішнього повітря +30 °C і більше.
З 1 квітня 2002 року введено заборону на польоти Іл-62М до країн Євросоюзу, як такої, що не відповідає нормам придатності до шуму.

## Експлуатація
Станом на початок 2012 року в експлуатації залишається 27 Іл-62: 14 у Росії, 4 в КНДР, по 2 в Україні, Ірані та в Лівії, по одному в Судані, Гамбії та Казахстані. Практично всі літаки використовуються для виконання урядових, вантажних та чартерних рейсів. Решта випуску Іл-62, за даними того ж джерела, розподіляється так:
- розбилися — 18 (всього аварій, які спричинили списання, — 23);
- порізані на брухт — 174;
- на зберіганні — 67, з них 12 машин як музейні експонати, кафе, ресторани, пам'ятки.

Рівень шуму може не відповідати нормі повітряного простору певних країн. У 2012 році українському урядовому Іл-62 було відмовлено на входження в повітряний простір Японії. Українські дипломати добились дозволу на приземлення тільки після того, як нагадали своїм колегам прецедент, коли декілька років тому такий самий український літак успішно відвідав Японію..

## Галерея

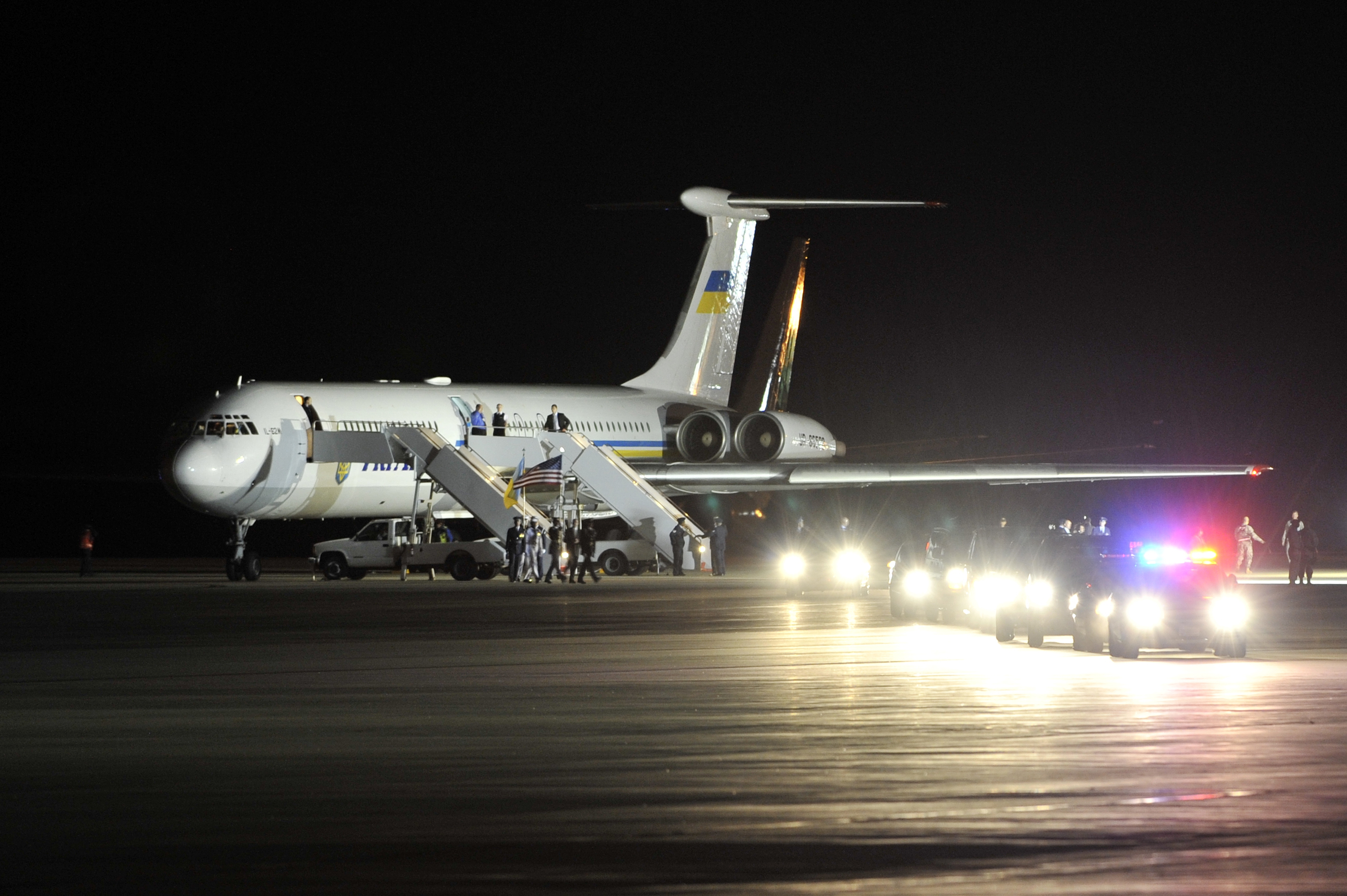
Іл-62М Президента України після прибуття у Вашингтон 11.04.2010
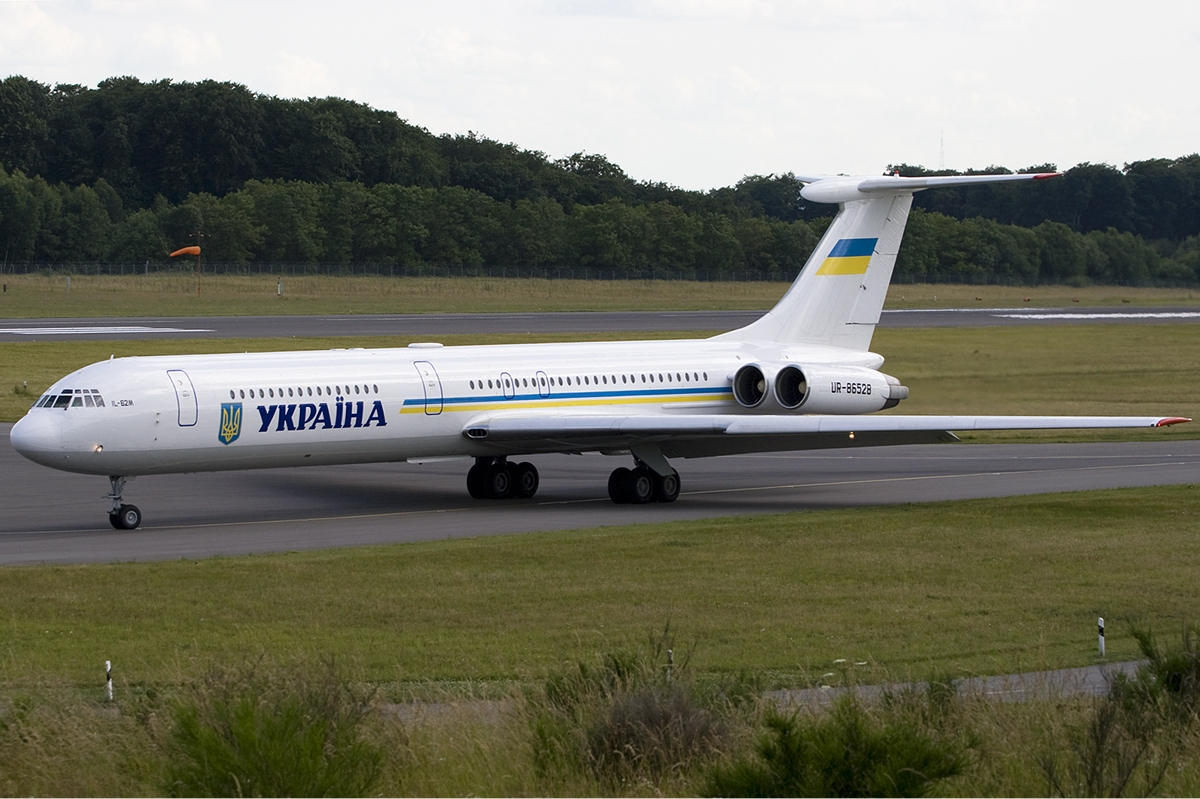
Іл-62М авіакомпанії "Україна"
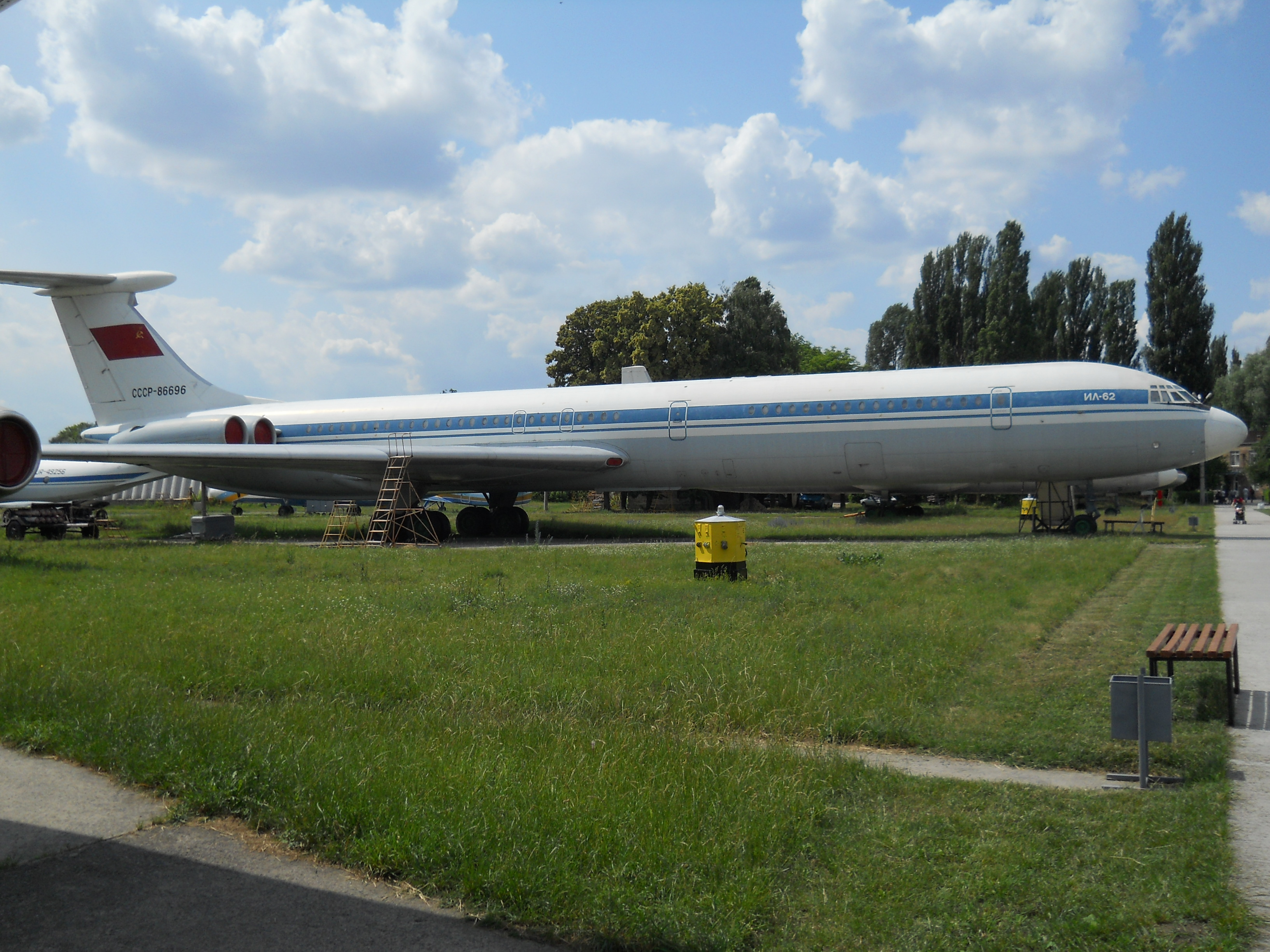
Іл-62 в музеї авіації України (Жуляни)
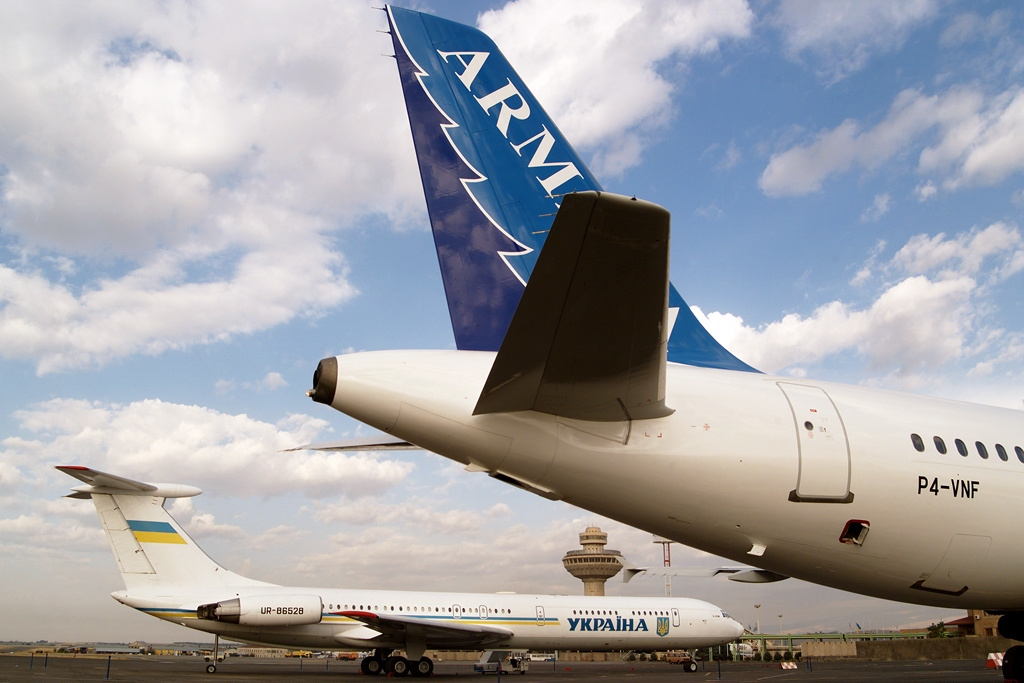
Український урядовий літак Іл-62М в аеропорту Єревана (на задньому плані)
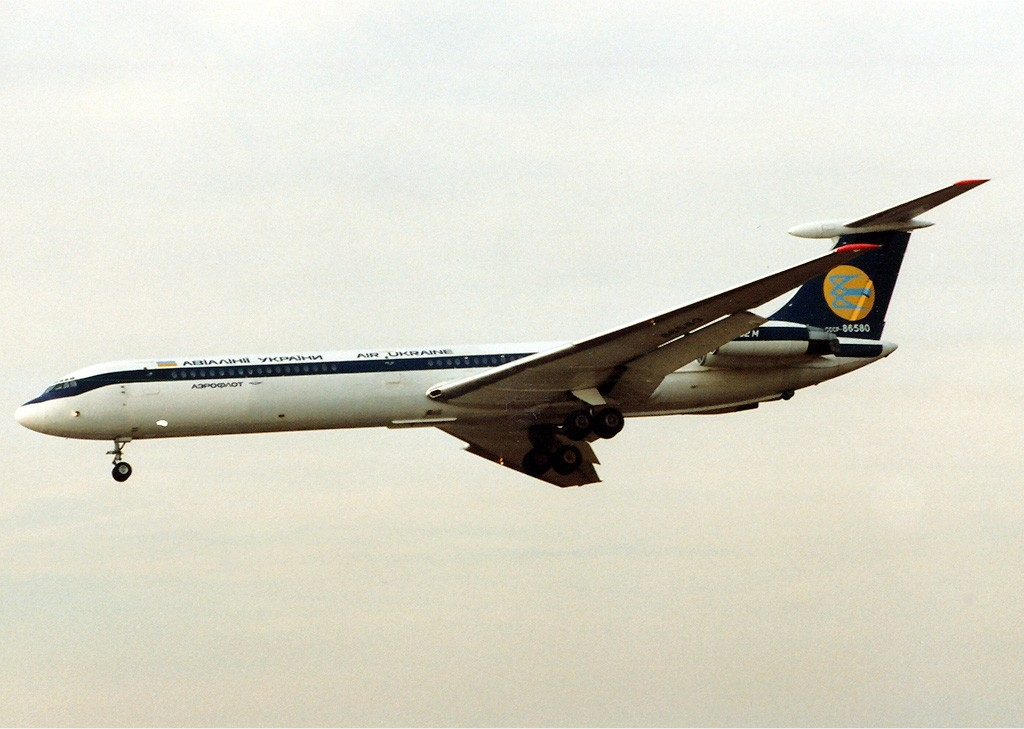
Іл-62 компанії Air Ukraine